# Leslie brinner
Leslie brinner är en svensk dokumentärfilm som hade svensk premiär 9 november 2018. Filmen är regisserad av Stefan Berg som även stått för manus och producerat filmen tillsammans med Elie Kellermann och Elin Kamlert för Masters of Reality AB. 

## Handling
Filmen är en fortsättning på dokumentärfilmen Pojkar från 2004 och Leslie – killen som kommer att glänsa från 2008. Leslie brinner handlar om Leslie Tay som från att ha varit en strulig kille nu blivit en firad artist.